# Рузвельт (округ, Монтана)
Округ Рузвельт (англ. Roosevelt County) располагается в штате Монтана, США. Официально образован в 1919 году. По состоянию на 2013 год, численность населения составляла 10 927 человек.

## География
По данным Бюро переписи США, общая площадь округа равняется 6 135,716 км2, из которых 6 099,456 км2 суша и 38,850 км2 или 0,600 % это водоёмы.

## Население
По данным переписи населения 2000 года в округе проживает 10 620 жителей в составе 3 581 домашних хозяйств и 2 614 семей. Плотность населения составляет 2,00 человека на км2. На территории округа насчитывается 4 044 жилых строений, при плотности застройки около 1,00-го строения на км2. Расовый состав населения: белые — 40,93 %, афроамериканцы — 0,05 %, коренные американцы (индейцы) — 55,75 %, азиаты — 0,43 %, гавайцы — 0,05 %, представители других рас — 0,25 %, представители двух или более рас — 2,53 %. Испаноязычные составляли 1,23 % населения независимо от расы.
В составе 40,50 % из общего числа домашних хозяйств проживают дети в возрасте до 18 лет, 47,20 % домашних хозяйств представляют собой супружеские пары проживающие вместе, 18,90 % домашних хозяйств представляют собой одиноких женщин без супруга, 27,00 % домашних хозяйств не имеют отношения к семьям, 23,60 % домашних хозяйств состоят из одного человека, 10,30 % домашних хозяйств состоят из престарелых (65 лет и старше), проживающих в одиночестве. Средний размер домашнего хозяйства составляет 2,89 человека, и средний размер семьи 3,40 человека.
Возрастной состав округа: 34,60 % моложе 18 лет, 7,90 % от 18 до 24, 25,80 % от 25 до 44, 20,20 % от 45 до 64 и 20,20 % от 65 и старше. Средний возраст жителя округа 32 лет. На каждые 100 женщин приходится 98,30 мужчин. На каждые 100 женщин старше 18 лет приходится 93,70 мужчин.
Средний доход на домохозяйство в округе составлял 24 834 USD, на семью — 27 833 USD. Среднестатистический заработок мужчины был 25 177 USD против 19 728 USD для женщины. Доход на душу населения составлял 11 347 USD. Около 27,60 % семей и 32,40 % общего населения находились ниже черты бедности, в том числе — 41,60 % молодежи (тех, кому ещё не исполнилось 18 лет) и 15,10 % тех, кому было уже больше 65 лет.